# Gare de Segré
La gare de Segré est une gare ferroviaire française fermée située sur une portion fermée de la ligne de Sablé à Montoir-de-Bretagne, située sur le territoire de la commune de Segré, dans le département de la Maine-et-Loire, en région Pays de la Loire.

## Situation ferroviaire
Établie à 30 mètres d'altitude, la gare de Segré est située au point kilométrique (PK) 313,914 de la ligne de Sablé à Montoir-de-Bretagne, entre les gares fermées de Chemazé et Pouancé.
Gare de bifurcation, elle est aussi la gare origine (PK 0,000) de la ligne de Segré à Nantes-État et celle de Segré à Angers-Saint-Serge.

## Histoire
La gare de Segré fut inaugurée en 1876, à l’occasion de la mise en exploitation de la ligne ferroviaire reliant Segré à Nantes-État. Cette voie ferrée fut ultérieurement intégrée au réseau des chemins de fer d’intérêt général en vertu de la loi du 17 juillet 1879 (plan Freycinet, ligne n° 60). Caractérisée par un écartement standard et une voie unique non électrifiée, son ouverture s’effectua en deux phases : Le 10 août 1884, entre Segré et Saint-Mars-la-Jaille ; Le 18 mai 1885, entre Saint-Mars-la-Jaille et Nantes-État. Désignée sous le numéro 457 000 du réseau ferré national, la ligne fut concédée à la Compagnie des chemins de fer de l’Ouest par une convention signée le 17 juillet 1883, ratifiée par une loi le 20 novembre de la même année.
La gare constitua un pivot essentiel dans l’essor économique du Segréen. Elle permit l’acheminement des bovins vers les abattoirs de La Villette à Paris, favorisa le négoce de la houille destinée à une centrale électrique approvisionnant une partie de la Bretagne, et contribua à l’exploitation des gisements ferrugineux ainsi que des carrières d’ardoise locales. Par ailleurs, cette infrastructure ferroviaire assurait une fonction de jonction, reliant Segré aux grandes cités de l’Ouest français ainsi qu’à la capitale.
En 1965, cet édifice ferroviaire reçut la visite du Général de Gaulle, lors d’un déplacement officiel le conduisant dans les départements du Maine-et-Loire et de la Mayenne. Par la suite, en 1971, la gare servit de cadre principal au téléfilm Vipère au poing, adaptation de l’œuvre éponyme d’Hervé Bazin.
La ligne ferroviaire de Segré à Nantes-État connut une cessation progressive du trafic voyageurs : le tronçon de Segré à Candé fut fermé le 26 juillet 1973, celui de Candé à Freigné le 18 septembre 1992, et enfin celui de Freigné à Carquefou le 10 novembre 1993. L’activité ferroviaire de la gare prit officiellement fin en 2001, mettant un terme à son exploitation par la SNCF. Bien que l’édifice revêtît une importance tant historique que culturelle, il fut démoli en 2013 dans le cadre d’un projet de réaménagement du quartier, décidé par le Conseil Communautaire du Segréen. Cette destruction, justifiée par l’établissement d’un Pôle Santé et la restructuration de la place de la gare, provoqua des regrets parmi la population locale ainsi qu’au sein du Comité de sauvegarde et de réhabilitation de la gare, lequel avait publié, en octobre 2011, un plaidoyer en faveur de sa conservation.
La gare mobile de la SNCF, qui maintenait une permanence hebdomadaire à proximité de la gare routière de Segré jusqu’au 8 avril 2019, fut également abolie, scellant ainsi la cessation définitive des services ferroviaires dans la commune. Désormais, la gare routière de Segré, établie place de la Loge, assume exclusivement l’acheminement des voyageurs par le biais de correspondances en autocar.